# Tuolluvaara / Duollovárri
Tuolluvaara / Duollovárri – miejscowość (tätort) w Szwecji, w regionie administracyjnym (län) Norrbotten, w gminie Kiruna.
Według danych Szwedzkiego Urzędu Statystycznego liczba ludności wyniosła: 979 (31 grudnia 2015), 971 (31 grudnia 2018) i 981 (31 grudnia 2019).